# Андекський монастир

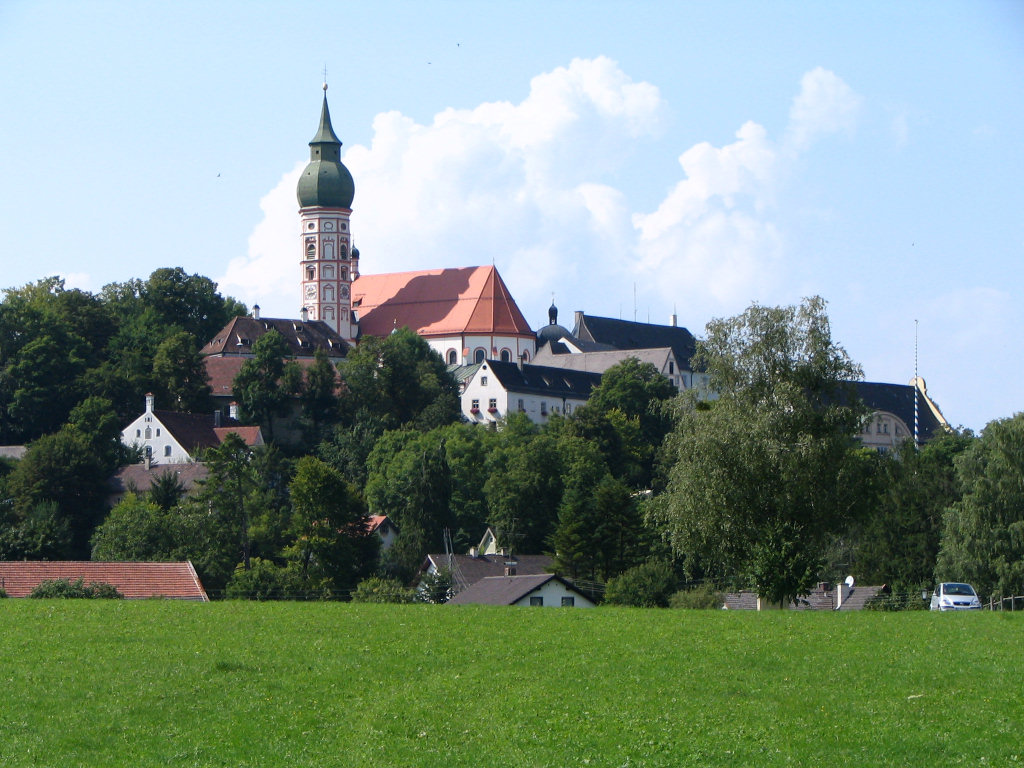
Монастир Андекс

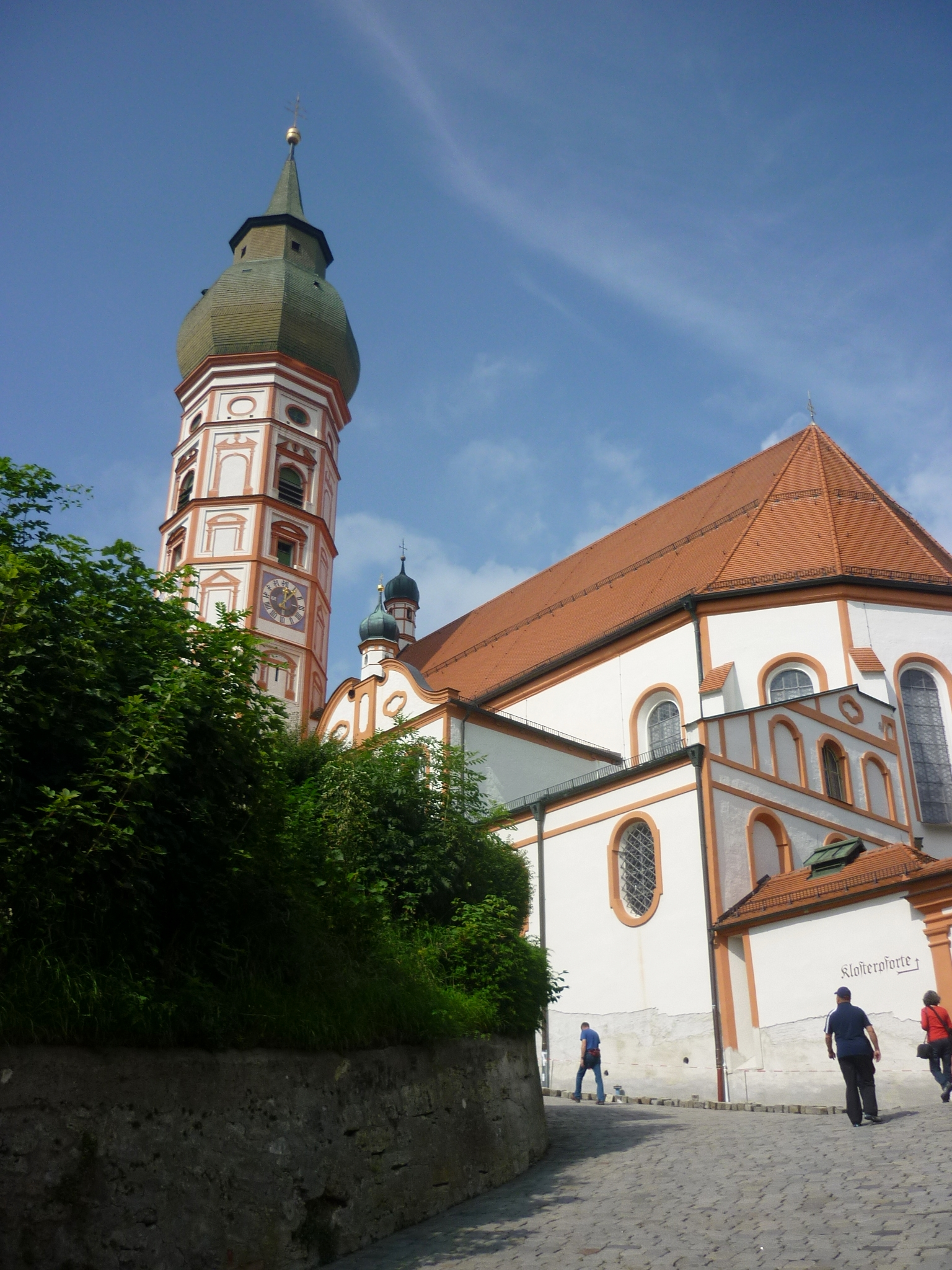
Монастирська церква

47°58′29″ пн. ш. 11°10′57″ сх. д. / 47.974659939524° пн. ш. 11.182454806399° сх. д.
Андекський монастир (нім. Kloster Andechs) — монастир бенедиктинців в містечку Андекс в Баварії, діоцезія Аугсбург. З 1850 року є частиною абатства Святого Боніфація в Мюнхені.
Знаходиться на місці колишньої фортеці Андекс, родового маєтку шляхетної графської Андекської династії, пряме наслідування в якій перервалося у 1248 році. У 1455 році на тому ж самому місці за повелінням Герцога Мюнхенського-Баварського Альбрехта III був заснований монастир ченців-бенедиктинців, в ознаменування того, що у 1388 році там же були знайдені значущі церковні реліквії, а також задля їх збереження. Побудовану дещо раніше (1423—1427) монастирську церкву стали використовувати як церкву для вірян-паломників. У 1751 році зовнішній вигляд церкви змінився — архітектор Йоганн Баптіст Циммерман перебудував та оздобив її у стилі рококо. «Свята гора» Андекс є другим за величиною та значущістю місцем паломництва у Баварії (після церкви Милостивої Діви у Альтьоттінгу).
Монастирська таверна є популярною як серед паломників, так і серед пересічних туристів, та навіть місцевих мешканців — завдяки своїй кухні та пиву «Андекське монастирське», яке варять у монастирській пивоварні.

## Галерея

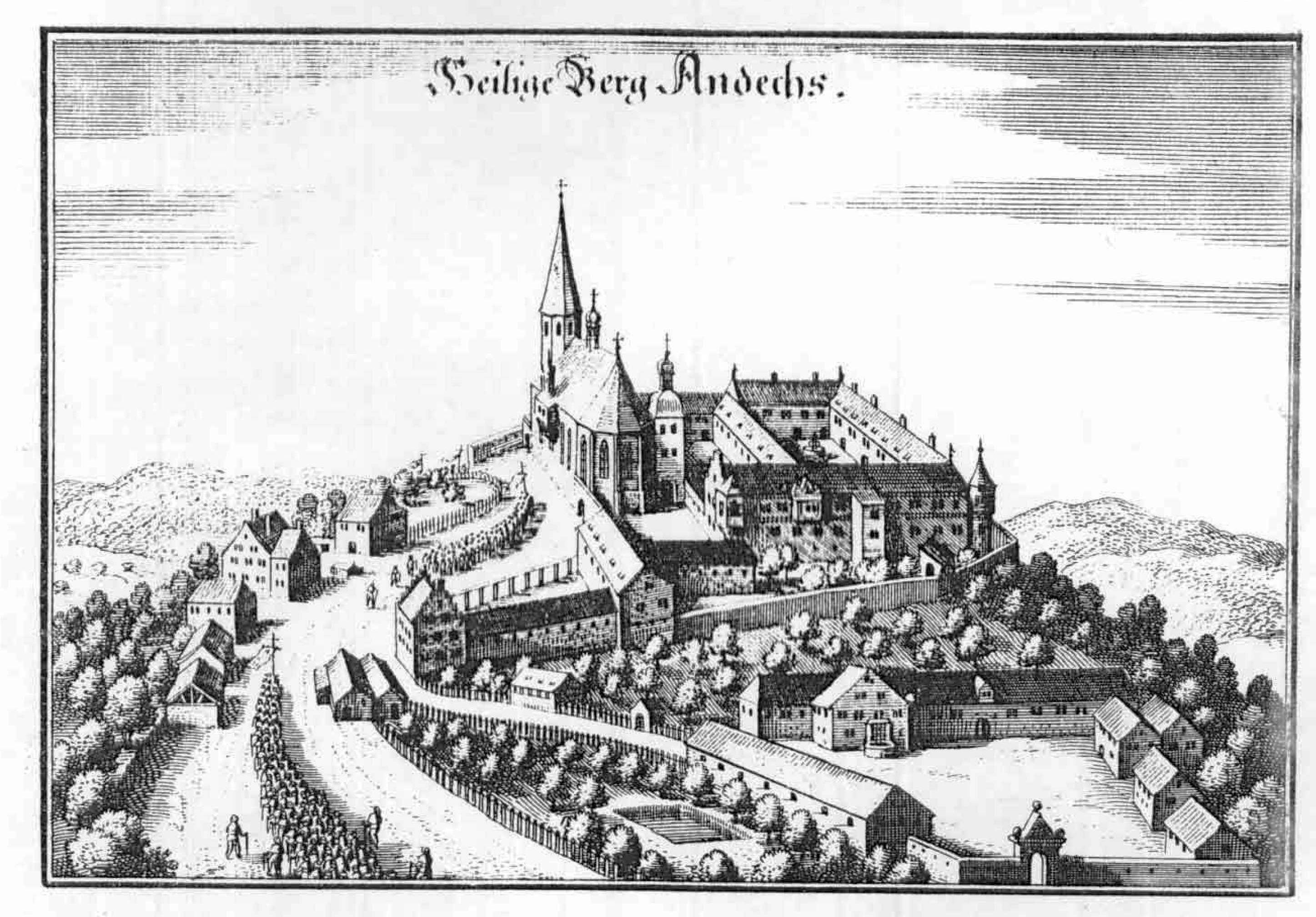
Вид монастиря до пожежі 1669 року (Merian, 1665)
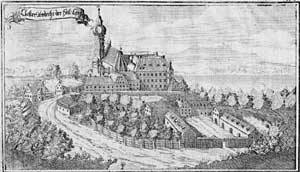
Вид монастиря після пожежі (з "Баварського атласу" Антона Вільгельма Ертля (1687)
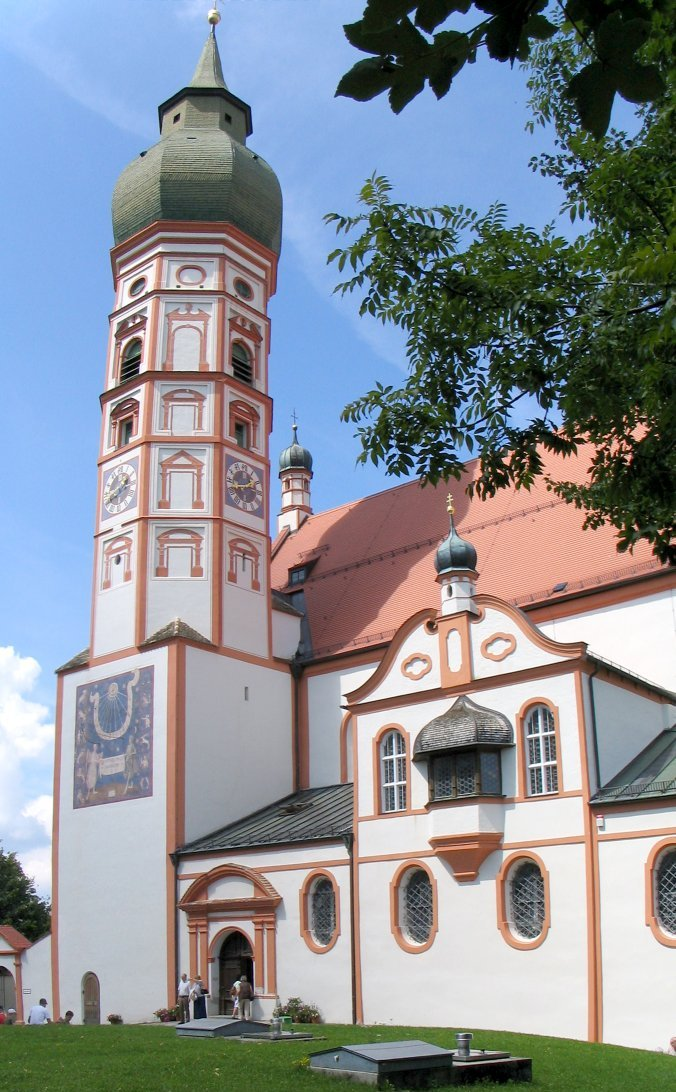
Монастирська церква Андекса
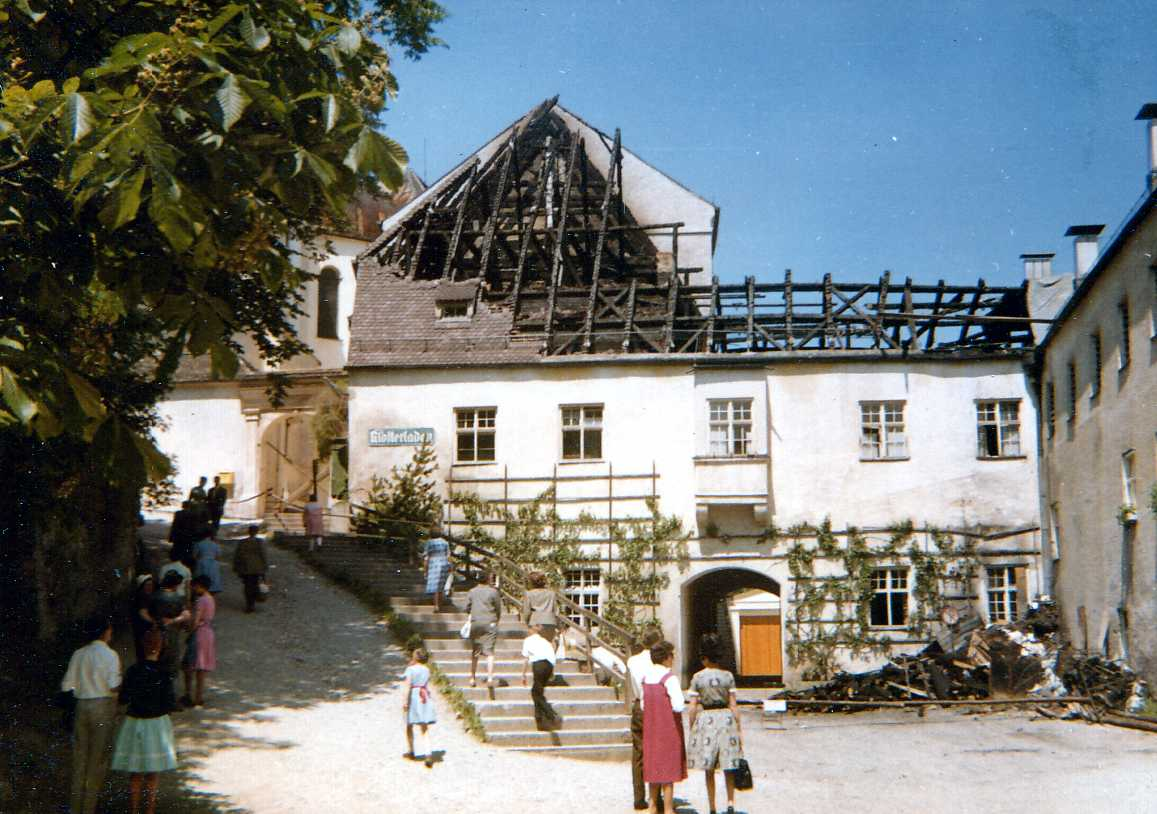
Монастир після пожежі 1964 року
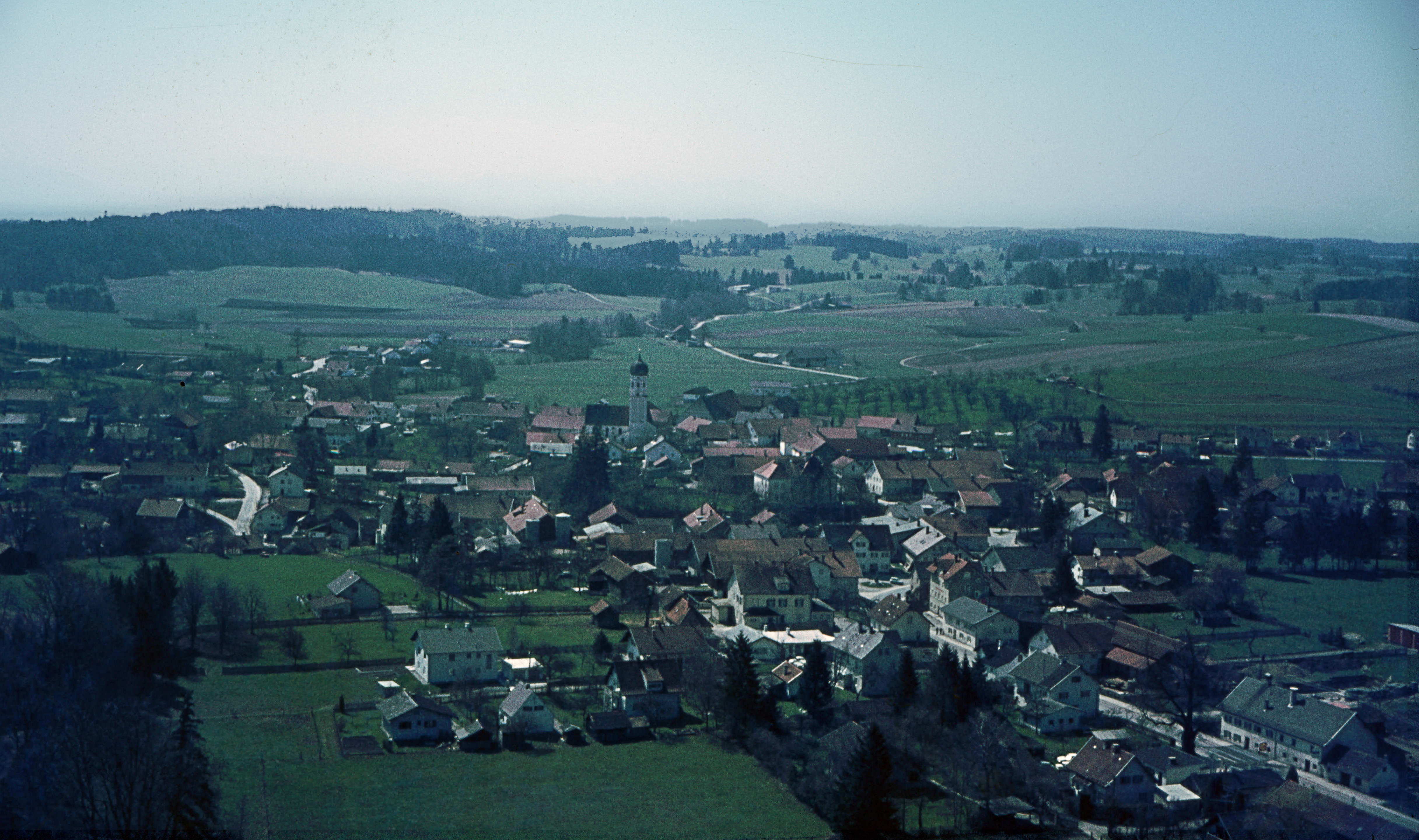
Вид на вежу (бл. 1968)
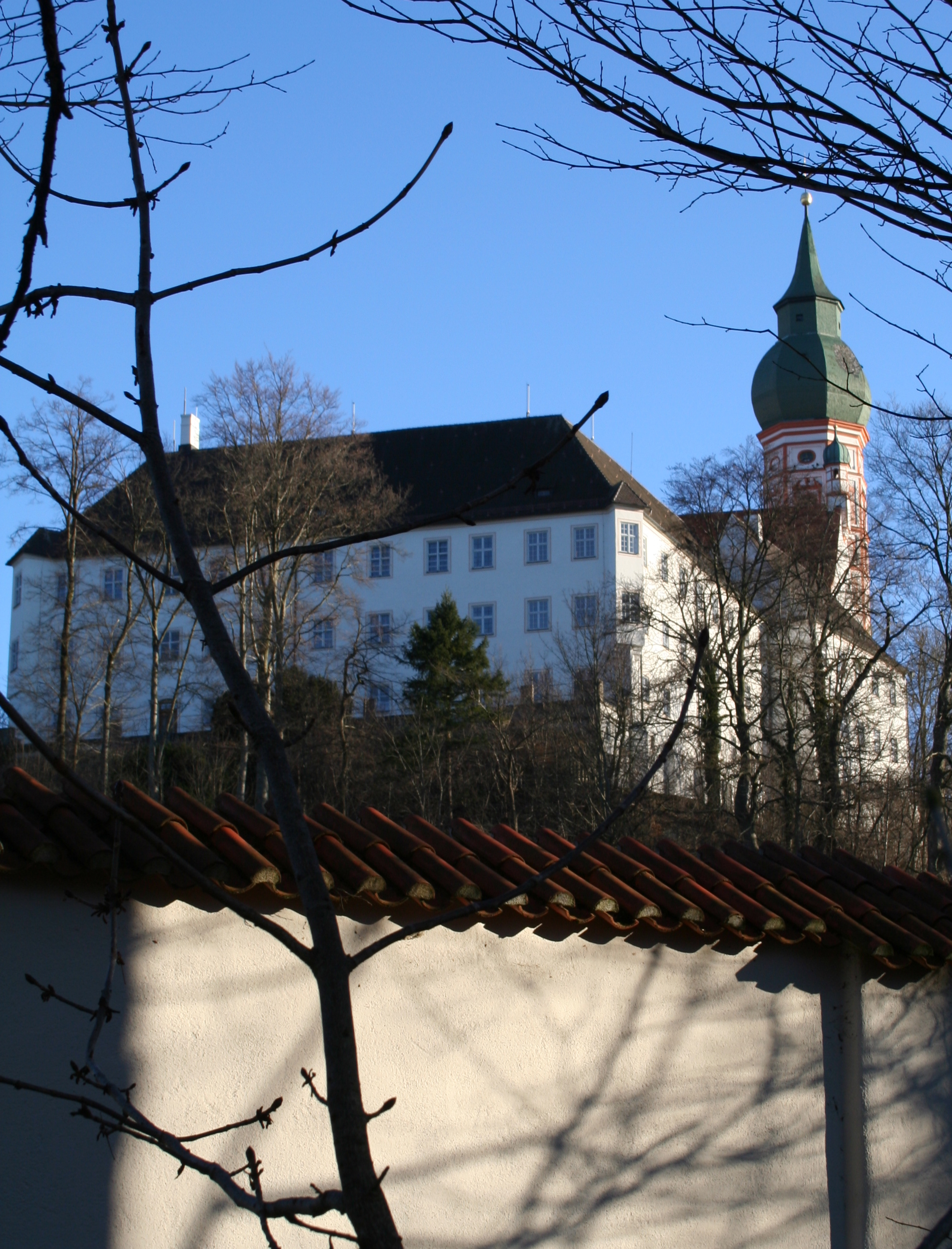
Монастир Андекс. Вид на келії 1670—1674 років
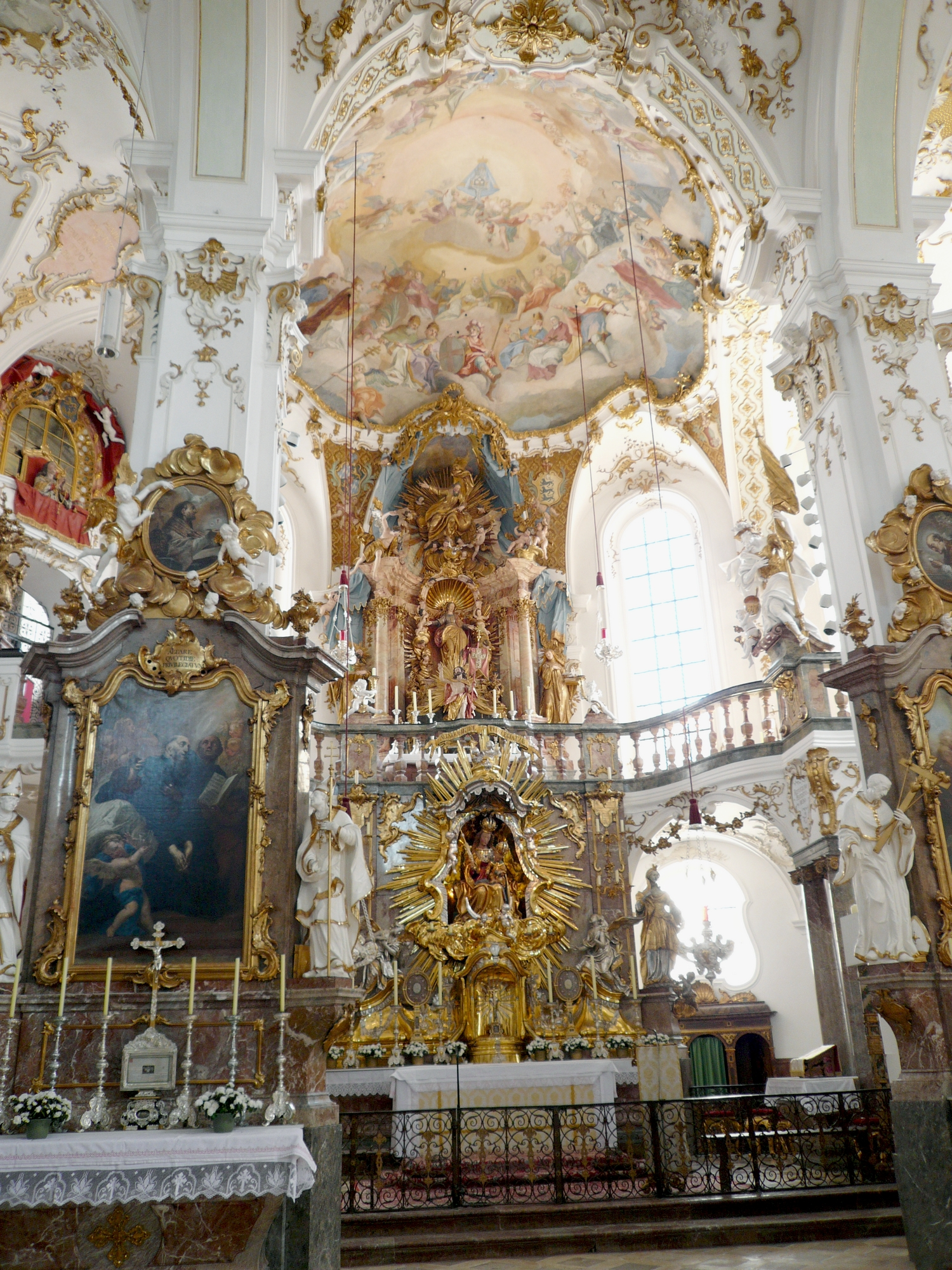
Інтер'єр церкви (вигляд після перебудови 1751—1755)
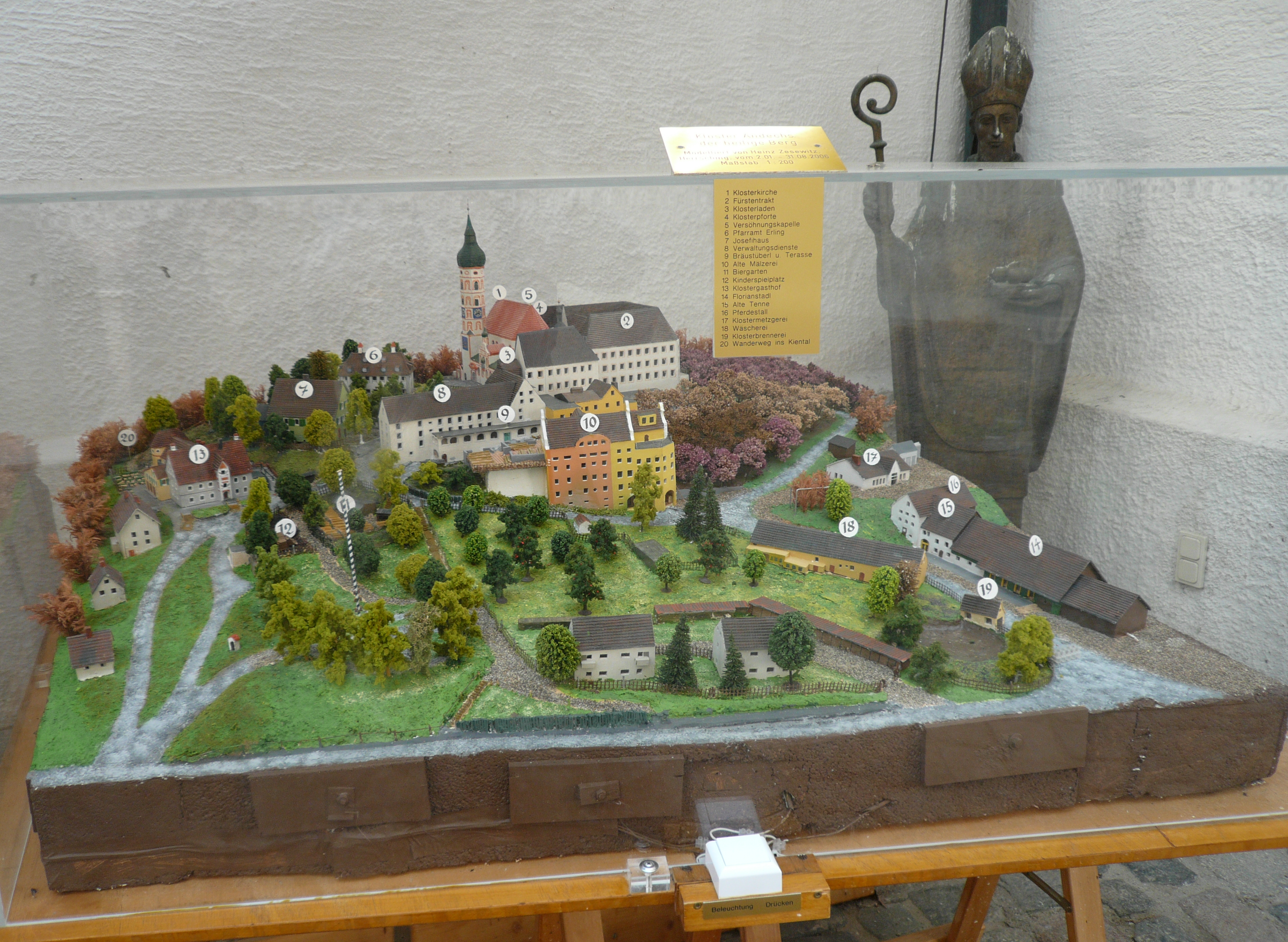
Макет монастирських територій
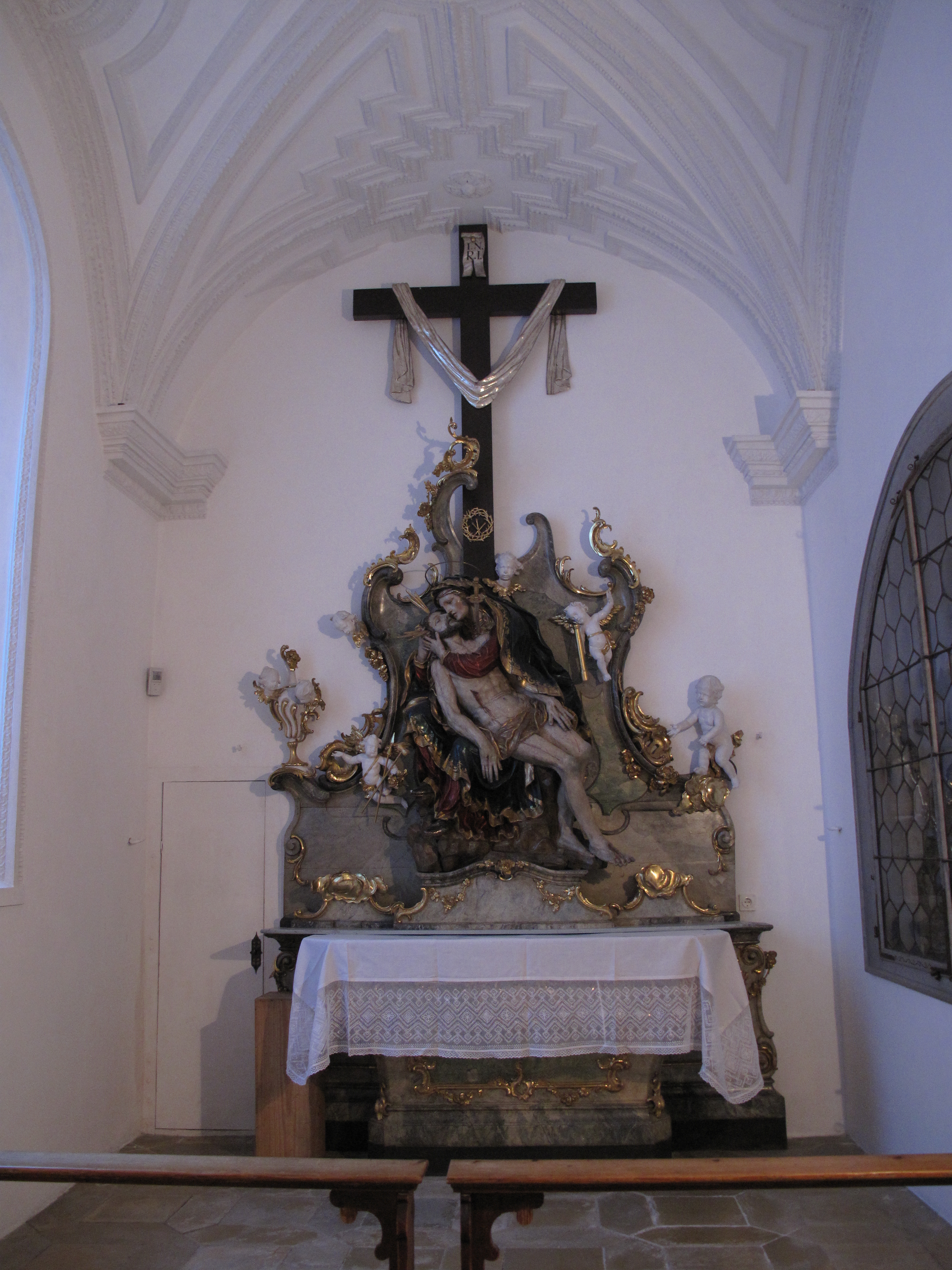
Каплиця болю в монастирській церкві Андекс
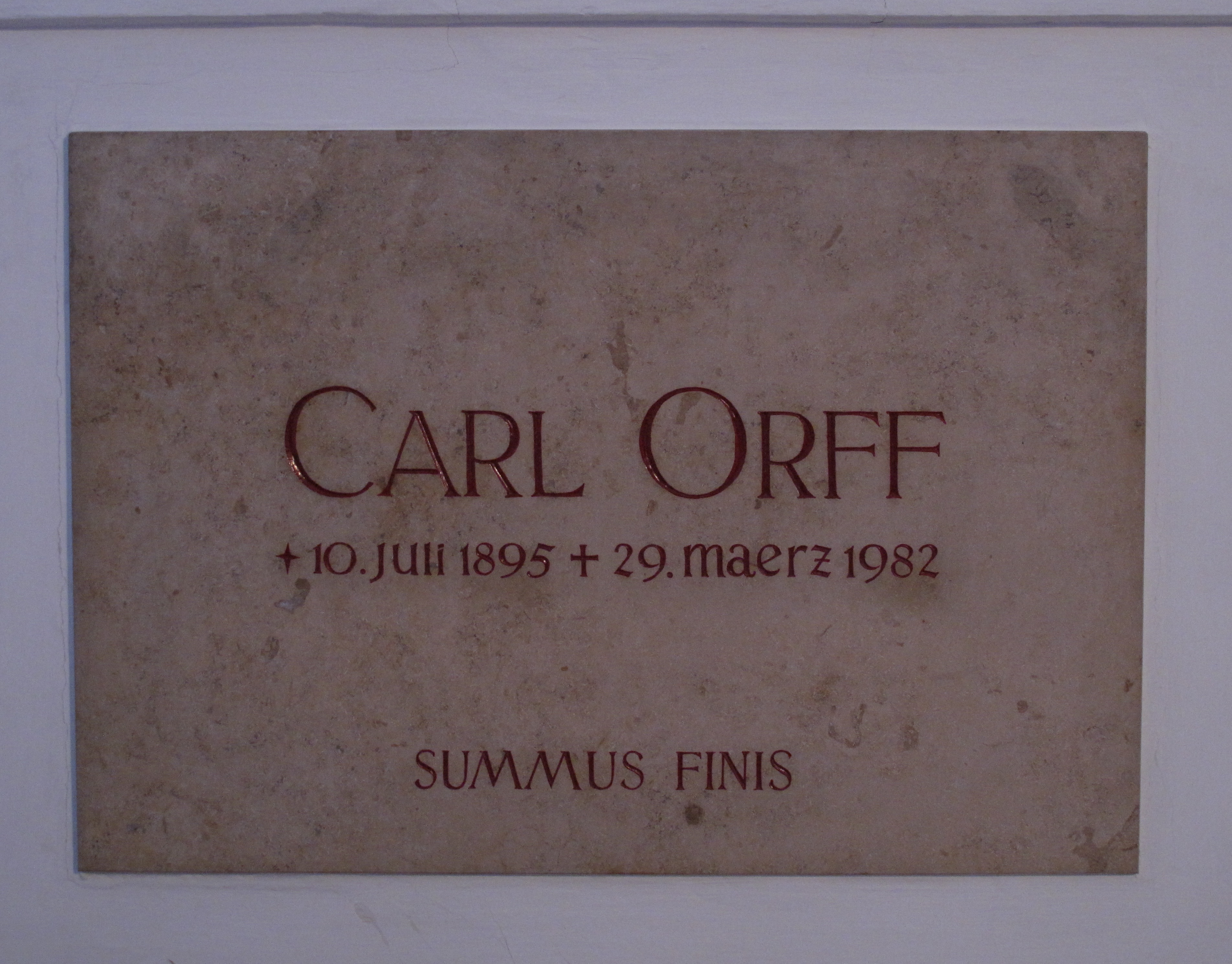
Настінна табличка над місцем поховання Карла Орфа у монастирській церкві

## Історія

### Раннє Середньовіччя
Вперше назва Андекс (нім. Andehse) згадується у письмових джерелах у 1080 році. Гілка графської родини фон Діссен (нім. von Dießen) отримала у власність замок Андекс і змінила родинне прізвище відповідно до назви нової родинної оселі. Існує версія, що у 1174 році саме в Андексі у графа Бертольда IV народилася св. Ядвіґа Сілезька . У 1186 році у Андексі ж вона одружилася з Генрихом І Бородатим, князем Великопольським.
У 1208 році через підозру в участі тодішніх герцогів Андекс-Меранських у замаху на вбивство Філіпа ІІ Швабського, замок Андекс було зруйновано. Між 1211 та 1220 роками підозру в участі в замаху було знято, а герцогів було реабілітовано. По смерті Оттона ІІІ, графа Бургундського, у 1248 році, рід графів Андекських занепав, а статки перейшли до родини Віттельсбахів. Приблизно у той же час замок Андекс було знову зруйновано.
26 травня 1388 року у схованці під вівтарем колишньої замкової церкви було знайдено значущу сакральну католицьку реліквію, серед яких були і три, освячені Папою Римським Левом IX, гостії. Знахідка належала до статку графського роду Андексів. Реліквію було перевезено до герцогської двірцевої капели (нім. Hofkapelle) у Мюнхенській Резиденції. У 1394 році три освячені гостії повернулися назад до Андексу, пізніше і решту релікварію було повернуто. Невдовзі після цього Андекс став місцем паломництва вірян-католиків.
Приблизно у той же час було складено андекський «Аптекарський список» (нім. Andechser Apothekenliste) — історичну пам'ятку-перелік лікарських засобів, що дає змогу дізнатися більше про ліки та медицину часів Середньовіччя.
У 1416 році стару замкову церкву, яка стала об'єктом паломництва, було підпорядковано діссенському чоловічому канонічному училищу. В період з 1423 до 1427 каноніки збудували для паломників тринефний зальний храм у стилі пізньої готики. До 1425 року поступово було повернуто решту релікварію. Саме у той час, ймовірно, з'явилася назва місцевості «Святий пагорб»(нім. Heiliger Berg), яку в народі часто використовують аж дотепер. У 1438 році герцог Ернст засновує тут канонічну семінарію, яка також опікувалася збереженням реліквій та справами паломників. До цього часу належить і перша письмова згадка про постоялий двір на території Святого пагорбу Андекс. Так була заснована традиція гостинності, якою монастир Андекс пишається і зараз.
У березні 1455 року герцог Альбрехт ІІІ Баварський перетворив семінарію Андекс на монастир бенедиктинців, та звелів добудувати на північ від церкви відповідні монастирські помешкання-келії. 1458 року монастир Андекс отримує першого настоятеля, Ебергарда Штьокліна, і відтак стає незалежним.

### XVII—XIX століття
3 травня 1669 року через удар блискавки у монастирі сталася пожежа, яка знищила його майже вщент. Монастирські келії з північного боку церкви, монастирська пекарня та пивоварня зазнали найбільших ушкоджень. Майже не постраждала тільки поздовжня церковна будівля, побудована 1613 року у південно-східній частині монастиря. Відновлювальні роботи розпочалися відразу після пожежі і тривали майже 5 років — у 1674 році весь монастир було відновлено. Через певний брак коштів під час будівництва, за даними церковних книг, що збереглися, було вирішено використати залишки фундаменту, першого поверху південного крила старого будинку з келіями (XV ст.).
Споруда у стилі бароко переважно збереглася до сьогодення. План будівництва був розроблений 1670 року відомим мюнхенським придворним архітектором Марксом Шиннаглєм (нім. Marx Schinnagl) (1612—1681), і негайно втілений в життя цілою групою будівників під керівництвом придворного зодчого Каспара Цуккаллі (нім. Kaspar Zuccalli). Церковну вежі, чиї знищені дзвони до пожежі розміщувалися у під самим дахом у дзвіниці у формі восьмикутника, було збільшено, а купол набув сферичної форми, яку можна побачити і сьогодні. Нова будівля монастирських келій, зведена на основі колишньої, сягала вже трьох поверхів, і отримала внутрішній двір з окремим проходом до церкви. На другому та третьому поверхах західного та північного фасадів було обладнано чернечі келії, а у південному крилі розташувалася бібліотека. Східне крило будівлі було віддане під трапезну з анфіладним проходом до приміщень настоятеля і князівських покоїв, які використовувалися лише коли до монастиря навідувалися представники правлячої династії.
До 300-річного ювілею церкви та монастиря його тодішній настоятель Бернгард Шютц (1751—1755) запросив відомого архітектора та митця Йоганна Баптіста Циммермана до оздоблення монастирської церкви у стилі рококо, який і зберігся, власне, до наших днів.
Через оголошену у всій Баварії у 1803 році секуляризацію монастир Андекс було розпущено. В період 1803—1846 рр. територія та споруди належали різноманітним приватним господарям, які часто змінювалися.
У 1846 році колишній монастир Андекс перейшов у власність короля Людвіга І Баварського, який у 1850 році передав всі статки Андексу до заснованого ним же монастиря бенедиктинців Святого Боніфація у Мюнхені.
У свої молоді роки до Андексу часто навідувався відомий німецький поет-гуморист та карикатурист Вільгельм Буш. Під впливом таких візитів з'явилося ілюстроване оповідання «Благочестива Гелена», де в гумористичній формі бачимо таку згадку:
«На горі, в святому місці 

Всіх запрошують черниці 

 До таверни і каплиці…»

### Наш час (після 1900р.)
У 1929 році Кардиналом Вроцлавським Адольфом Бертрамом до монастиря були передані мощі святої Ядвіги Сілезької, яка народилася тут у XII столітті. З 1943 року до мощей організовано паломництво. 

В часи Другої світової війни у Андексі зберігалася значна кількість об'єктів культурного надбання.

У 1964 році через пожежу у підсобній будівлі, де з 1890 року розміщувалася монастирська крамниця, було ушкоджено фрагменти покрівлі і повністю знищено стельові фрески та штукатурку роботи вессобрунської школи. Сама допоміжна будівля також значно постраждала.
У 1977 році колишня правляча родина Баварії — Віттельсбахи — заклала неподалік від монастирської церкви родинний цвинтар. Члени родини Віттельсбахів знайшли свій спокій як на цьому закритому для відвідувань цвинтарі, так і всередині церкви, у т. зв. Каплиці болю.
Там же у 1982 році був похований Карл Орф.
У 2005 році, на знак 550-річчя від дня заснування монастиря, було завершено чергову багаторічну реконструкцію церкви, а також був встановлений новий орган виробництва фірми Jann. У ювілейний рік монастир відвідала рекордна кількість паломників і звичайних туристів.

## Монастир та підприємницька діяльність
В монастирі ведеться підприємницька діяльність — працюють монастирська пивоварня, гастрономія (таверна), сільськогосподарська крамниця, культурно-діловий центр.
Вже багато років монастир веде судову тяганину проти конкуруючих виробників продовольчих товарів за права на торгові марки з назвою «Андекс». У 2008 році федеральний господарський суд Німеччини своїм рішенням визнав виняткові права монастиря на торгову марку «Der Andechser» та фірмовий знак «Kloster Andechs». Подібний спір точиться і навколо права на ексклюзивність використання назви «Молочарня Андекс» (нім. Andechser Molkerei) однойменним підприємством.
Монастирська пивоварня (нім. Klosterbrauerei Andechs) управляється бенедиктинським абатством св. Боніфація у Мюнхені. Щорічний обсяг виробництва пива складає понад 100 тисяч гектолітрів пива та налічує сім сортів. Близько п'яти відсотків звареного пива продається прямо у монастирській таверні — на терасі гостинного двору.
Монастирська управа також активно продає ліцензії на використання торгових марок та назв для підприємств-партнерів, аби такі підприємства мали змогу продавати продукцію під маркою «Kloster Andechs». Певна продукція виробляється також за старовинними монастирськими рецептами, якими монастир теж ділиться з партнерами. До таких товарів належать різні сорти хліба, тютюну та м'ясних виробів.
Всесвітнє визнання та інтерес до музичних творів Карла Орфа, який існує у світі, а також той факт, що сам Карл Орф за власним заповітом похований у каплиці Болю монастирської церкви Андекс, розглядається монастирем як велика шана та певний обов'язок щодо тривалої популяризації музики Орфа. З 1998 року монастир проводить щорічний музично-театральний фестиваль імені Карла Орфа, що триває з травня по серпень на монастирських теренах неподалік від місця поховання композитора.

## Андекс як усипальниця династії Віттельсбахів
Монастир Андекс з часів середньовіччя слугував усипальницею членів правлячої династії Віттельсбахів. Цілий ряд членів династії поховано в самій монастирській церкві. Шануючи та підтримуючи таку традицію представники роду Віттельсбахів на чолі з герцогом Альбрехтом у 1977 році заснували неподалік від церкви на території монастиря родовий цвинтар. Того ж року сюди було перевезено саркофаги представників династії, що раніше перебували у інших місцях поховання. Огороджений білими стінами цвинтар знаходиться в південній частині монастирського саду. Саме він слугує сьогодні основним місцем поховання нещодавно померлих Віттельсбахів. Вхід до сімейного цвинтаря для широкого загалу закрито.
У самій монастирській церкві поховані:
- 1. Альбрехт III, герцог Баварії-Мюнхена (1401—1460) — син герцога Ернста
- 2. Герцогиня Анна (1420—1474) — дружина герцога Альбрехта III
- 3. Йоганн IV, герцог Баварії-Мюнхена (1437—1463) — син герцога Альбрехта III
- 4. Вольфганг (1451—1514) — син герцога Альбрехта III
- 5. Теодор (1526—1534) — син герцога Вільгельма IV
- 6. Карл (*/† 1547) — син герцога Альбрехта V
- 7. Фрідріх (1553—1554) — син герцога Альбрехта V
- 8. Крістоф (*/† 1570) — син герцога Вільгельма V
- 9. Крістіна (1571—1580) — донька герцога Вільгельма V
- 10. Карл (1580—1587) — син герцога Вільгельма V
- 11. Принц Гайнріх (1922—1958) — син кронпринца Рупрехта

На сімейному цвинтарі знайшли свій спокій:
- 1. Принц Конрад (1883—1969) — син принца Леопольда
- 2. Принц Костянтин (1920—1969) — син принца Адальберта
- 3. Герцогиня Марія, уродж. графиня Драшкович фон Тракошчан (1904—1969) — перша дружина герцога Альбрехта)
- 4. Принц Адальберт (1886—1970) — син принца Людвіга Фердинанда
- 5. Принцеса Бона (1896—1971) — дружина принца Конрада
- 6. Принцеса Августа, уродж. графиня фон Зефрід-Буттенгаймська (1899—1978) — дружина принца Адальберта
- 7. Герцогиня Марі Єнке Євгенія, уродж. графиня Кеглевич фон Буцін (1921—1983) — друга дружина принца Альбрехта
- 8. Принцеса Марія дель Пілар (1891—1987) — донька принца Людвіга Фердинанда Баварського
- 9. Герцог Альбрехт (1905—1996) — син кронпринца Рупрехта Баварського
- 10. Принц Євген Леопольд (1925—1997) — син принца Конрада
- 11. Принц Людвіг (1913—2008) — син принца Франца
- 12. Принцеса Ірмінґард (1923—2010) — дружина принца Людвіга

З вищеназваних осіб принц Конрад, принц Костянтин, принц Адальберт та принцеса Бона були раніше поховані у церкві Св. Міхаеля у Мюнхені. Перепоховання відбулося 1977 року.